# Ruprechtshofen
Ruprechtshofen é um município da Áustria localizado no distrito de Melk, no estado de Baixa Áustria.

## Geografia
O município ocupa uma superfície de 30.51 km². 7,4 por centos são arborizados.

## População
Ruprechtshofen tinha 2283 habitantes em 1 de Janeiro de 2008.

## Política
O burgomestre se chama Hermann Heiß. Ele é membro do Partido Popular Austríaco.

### Conselho Municipial
- ÖVP 16
- SPÖ 3
- FPÖ 2